# 刺客信条系列世界观与设定
根据育碧官方对刺客信条系列世界观的设定，刺客信条的故事可以追溯到七万年前上古时期的伊述人。伊述人是一个高度发达的文明，他们有着和人类相似的外表，但有着远超常人的智能和能力。伊述人是通过进化诞生的地球本地文明。伊述种族由于有着生育能力低的缺点，为了补充劳动力的缺失，以自身为模板通过修改基因的方式创造了人类。这些伊述人也就是后世人类神话传说中的神。伊述人把人类作为自己的奴仆，并通过伊甸碎片控制着人类。
创造人类的伊述科学家由于爱上了一个人类女性，从而诞生了第一个伊述人和人类的混血：夏娃。夏娃和另一个混血儿亚当希望脱离伊述人的控制，他们在盗取了一颗金苹果后逃出了伊甸，之后成为人类的领袖反抗伊述人的统治。这些混有伊述血统的人类往往有着超常的能力。在七万年前一次致命的太阳风暴爆发后，伊述文明几乎遭到毁灭，只留下了极少部分伊述人和一部分人类存活。
在人类正式登上历史舞台后，一些人开始寻找伊述人遗留的散落在世界各地的遗迹，希望借助这些科技和知识获得强大的力量。在这之中，其中一些人出于对“秩序”的追求，渴望统治与权力，并逐渐发展成为某些宗教性组织，如上古维序者、秩序神教和之后的圣殿骑士团。他们意图利用上古神器达到控制世界的目的，并成为一些强大统治者背后的实际操纵者。而另一些人为了维护正义或是反抗压迫，对企图操控世界的人进行暗杀行动，并发展出了遍布世界的刺客组织。人类历史上发生的一些重大历史事件背后都有双方势力的明争暗斗。玩家通常需要扮演作为自由阵营的刺客而行动，而刺客大多因为继承了伊述基因而具有超凡的能力。

## 主要历史事件
公元前1334年，上古维序者组织在埃及建立。
公元前480年，控制了波斯皇帝薛西斯一世的维序者发动了第二次希波战争，企图吞并希腊。拥有伊甸神器的斯巴达国王列奥尼达斯作为伊述人混血反抗入侵。虽然最终战死，但极大削弱了波斯人的入侵。公元前465年，阿尔达班刺杀了波斯皇帝薛西斯一世。
公元前458年，希腊数学家毕达哥拉斯遇见了列奥尼达斯之女密里涅，两人之间诞下一女卡珊德拉。卡珊德拉继承了外祖父的伊述血统和列奥尼达斯之矛。公元前429年，雅典民主政治家伯里克利被秩序神教刺杀。卡珊德拉开始猎杀秩序神教成员，并在一定程度上摧毁了其组织。卡珊德拉在找到了自己的亲生父亲毕达哥拉斯后从父亲手中接过了赫尔墨斯的永生权杖。在之后的一千多年中，卡珊德拉都在致力于维持世界平衡。
公元前336年，亚历山大大帝和上古维序者建立合作，通过使用伊甸神器的力量建立了一个庞大的帝国。公元前323年，亚历山大大帝被一刺客以毒酒毒杀，他的帝国随之瓦解。
公元前85年，卡珊德拉的后代艾雅定居在埃及。埃及的上古维序者暗杀了埃及全境的守护者，其中包括巴耶克的父亲。公元前51年，托勒密王朝此时由托勒密十三世和其姐克利奥帕特拉七世共同统治。但托勒密十三世逐渐沦为上古维序者的傀儡，其姐克利奥帕特拉也遭到流亡。巴耶克的儿子因为上古维序者而被误杀，失去了亲人巴耶克因此走上了复仇之路。巴耶克、艾雅和埃及艳后结成了共同对抗上古维序者的联盟。公元前48年，克利奥帕特拉和庞培结成联盟，但之后庞培被维序者刺杀。之后克利奥帕特拉又试图通过博得凯撒的支持使自己重回埃及王位。在克利奥帕特拉成功夺回法老之位后，曾效忠于艳后的巴耶克和艾雅反被驱逐。此时维序者势力已经渗入了凯撒的罗马帝国。巴耶克和艾雅决定成立刺客组织的前身无形者，两人正式分手，艾雅动身前往罗马发展刺客组织。公元前44年，艾雅和罗马元老院的盟友策划了对凯撒的暗杀并成功将其刺杀，埃及艳后之后也被艾雅要求自尽。
公元元年，耶稣出生于伯利恒，并偶然获得了伊甸神器“裹尸布”。耶稣所主张的一神论和控制着罗马帝国的上古维序者所信奉的朱庇特、朱诺、密涅瓦三位一体神论产生了冲突，罗马帝国最后杀害了耶稣。但是随着时间的推移，到公元400年左右罗马帝国转而接受基督教。公元476年，西罗马帝国皇帝被废黜标志着西罗马帝国的终结，日耳曼人统治了不列颠群岛。
公元847年，维京人艾沃尔出生于挪威（其真实身份是奥丁的转世）。在艾沃尔的家人在氏族战争中被杀害后，艾沃尔主要跟随其义兄西格德行动。在西格德旅行的过程中偶然遇到了无形者巴幸姆（其真实身份是洛基的转世）。在之后的西格德对残暴者科约特维的氏族战争中，无形者也加入了西格德一方，因为据称科约特维已经加入了上古维序者。在击败科约特维后，维京国王要求西格德俯首称臣，但西格德拒绝臣服，选择去英格兰开辟领地。